# Rasmus Gemke
Rasmus Gemke (født 11. januar 1997) er en dansk badmintonspiller.
Han var en del af det danske U-19-hold, der vandt bronze ved EM i 2015 i Badminton i Lubin, Polen. Han startede sin internationale debut ved den belgiske internationale turnering i 2016..
Den 10 Feburar 2024 vandt han sit første guld. Han vandt nemlig guld i DM, i Sønderborg.[kilde mangler]